# Doha
Doha albo Ad-Dauha (arab. ‏الدوحة‎ Ad-Dawḥa) – stolica i największe miasto Kataru położone na wschodnim wybrzeżu półwyspu Katar, w Zatoce Perskiej.
Miasto zostało zniszczone w 1867 w czasie wojny z Bahrajnem. W 1916 Brytyjczycy ustanowili je siedzibą swojego protektoratu. Gdy Katar uzyskał niepodległość, miasto zostało jego stolicą. W 1973 roku założono uniwersytet.
W 2010 roku miasto gościło uczestników XIII Halowych Mistrzostw Świata w Lekkoatletyce. Od 2001 roku odbywa się tutaj kobiecy turniej tenisowy Qatar Total Open.
W Dosze swoją siedzibę i studia, z których nadaje serwisy informacyjne, posiada międzynarodowa telewizja informacyjna Al-Dżazira.
W Dosze rozwinął się przemysł spożywczy, cementowy, metalowy. W mieście znajdują się zakłady odsalające wodę morską. Doha jest dużym ośrodkiem finansowym i handlowym. W mieście działa port handlowy i rybacki (połów ryb i pereł) oraz międzynarodowy port lotniczy Hamad.

## Miasta partnerskie
- Algier, Algieria (od 2013)[potrzebny przypis]
- Sarajewo, Bośnia i Hercegowina (od 2018)[7]
- Brasília, Brazylia (od 2014)[8]
- Sofia, Bułgaria (od 2012)[9]
- Pekin, Chiny (od 2008)[10]
- Alameda, Stany Zjednoczone (od 2004)[11]
- San Salvador, Salwador (od 2018)[12]
- Bandżul, Gambia (od 2011)[12]
- Tbilisi, Gruzja (od 2012)[13]
- Astana, Kazachstan (od 2011)[14]
- Biszkek, Kirgistan (od 2018)[15]
- Port Louis, Mauritius (od 2007)[16]
- Mogadiszu, Somalia (od 2014)[17]
- Tunis, Tunezja (od 1994)[18]
- Ankara, Turcja (od 2016)[19]
- Los Angeles, Stany Zjednoczone (od 2016)[20]
- Miami, Stany Zjednoczone (od 2016)[21]
- Libertador, Wenezuela (od 2015)[22]
- Bajt Sahur, Palestyna (od 2009)[23]